# Ju 352 (航空機)
Ju 352は、第二次世界大戦時にドイツのユンカース社が開発した輸送機である。Ju 52の後継機として開発されながら少数しか生産されなかったJu 252が生産コストが高く量産発注が受けられなかったので、Ju252を再設計したのが本機で、戦局の悪化に伴い機体構造を戦略物資を使用せず、機体を木製に、エンジンも容易に手に入る旧式のものを搭載した。そのため、1943年10月1日に初飛行した輸送機としては、性能的にやや見劣りするものとなった。社内ではヘラクレスの愛称で呼ばれていた。ジュラルミン製のコックピットと鋼管構造に合板と羽布張りの胴体に取り付け位置を後退させた木製主翼を持ち、尾部に6トン・グライダー曳航装置と尾部スキッドを兼ねた大型物資ラップ「トラポクラッペ」を装備している。

## スペック
- 全長： 24.60 m
- 全幅： 34.20 m
- 全高： 5.74 m
- 全備重量： 19,600 kg

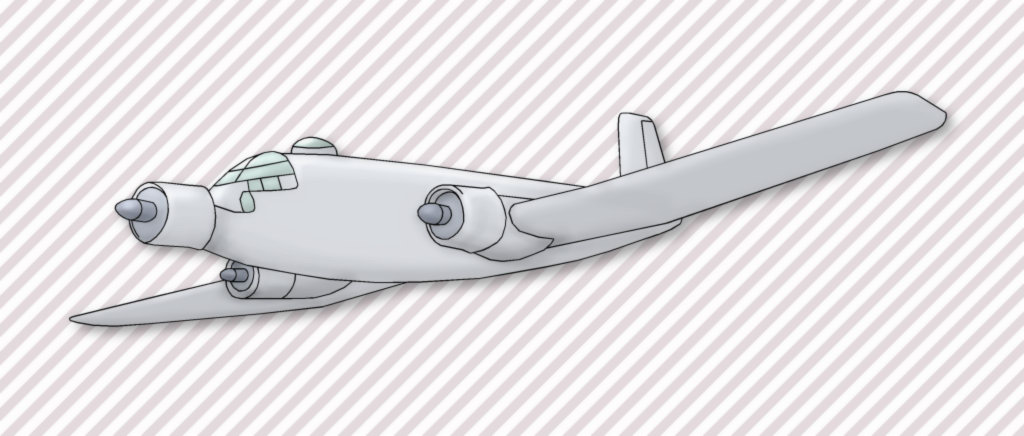
Ju 352のイメージ

- エンジン： BMW ブラモ323R-2 空冷9気筒 1,000 hp × 3
- 最大速度： 370 km/h
- 航続距離： 1,800 km
- 武装
  - 7.92 mm機銃 × 2
  - 20 mm機関砲 × 1
- 乗員： 3-4名